# 小塞翁陨石坑
小塞翁陨石坑（Theon Junior）是位于月球正面赤道区的一座小撞击坑，约形成于32亿-11亿年前爱拉托逊纪，其名称取自古希腊数学家、哲学家及天文学家亚历山大城的塞翁（约公元335年-公元405年），1935年被国际天文学联合会批准接受。

## 描述

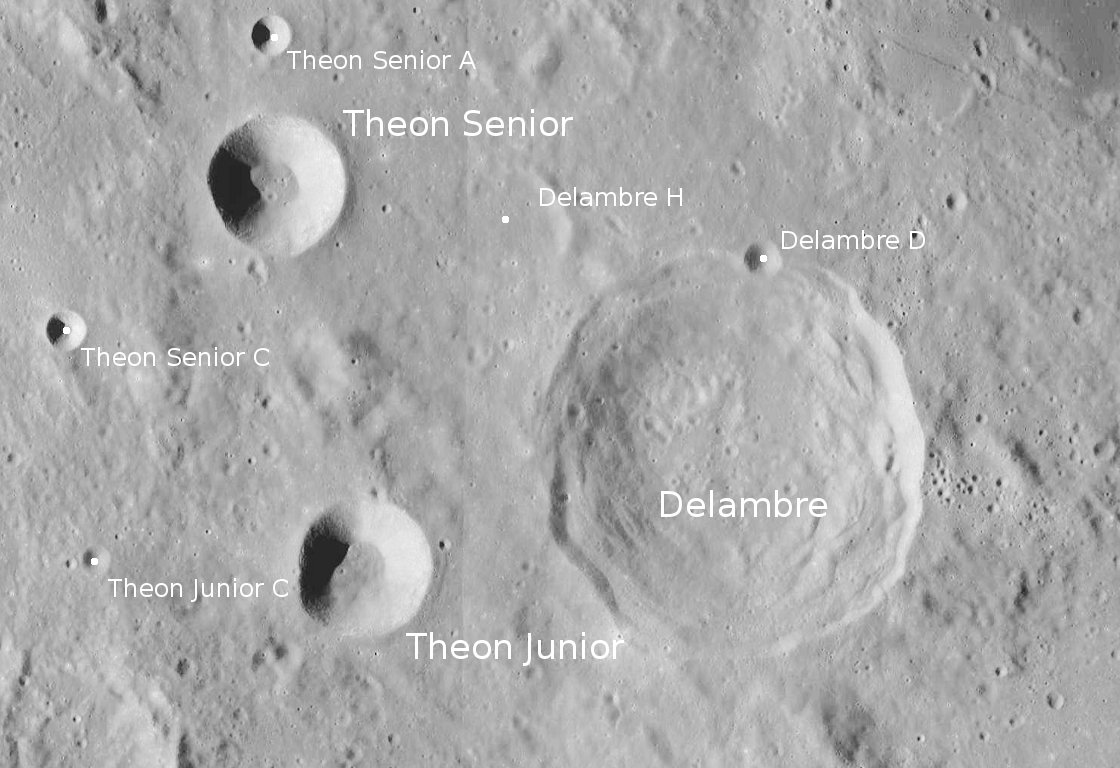
小塞翁陨石坑周边图，月球勘测轨道飞行器拍摄。

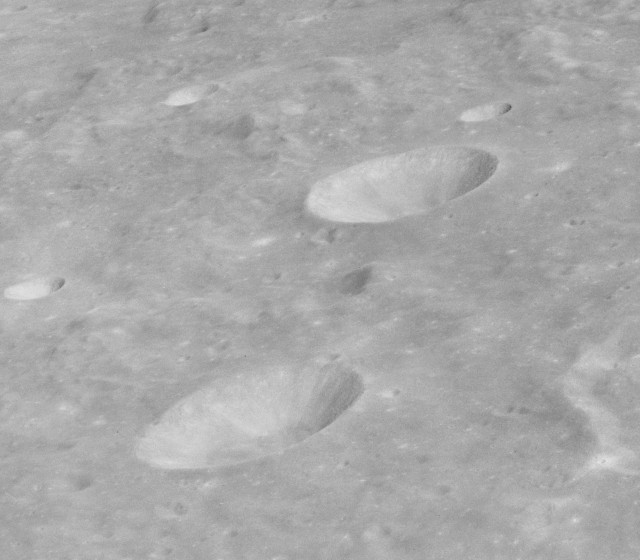
阿波罗16号拍摄的大塞翁陨石坑（上）和小塞翁陨石坑（下）斜视图

该陨坑北邻大塞翁陨石坑、东近德朗布尔环形山、泰勒陨石坑则位于它的西南偏南。
该陨坑中心月面坐标为2°25′S 15°47′E / 2.41°S 15.79°E，直径17.6公里，深度约3.58公里。
小塞翁陨石坑是一座圆碗状的撞击坑，带有一个平坦的小坑底。坑壁边缘清晰，内侧壁平整，反照率较高，北侧坑壁上坐落着一座小陨坑。该陨坑侧壁高度各处不并一致，壁顶与坑底的最大落差约为3580米
，平均高出周边地形740米。其形态特征隶属于BIO 型（以该类陨坑的典型代表-毕奥陨坑所命名）并已被月球及行星观测者协会（ALPO）列入《内侧壁坡带有暗黑辐射纹的撞击坑列表》。它与西北偏北的大塞翁陨石坑构成了大小相同的一对。

## 卫星陨石坑
按照惯例，最靠近小塞翁陨石坑的卫星坑在月图上以字母标注在该坑中心点的旁边。

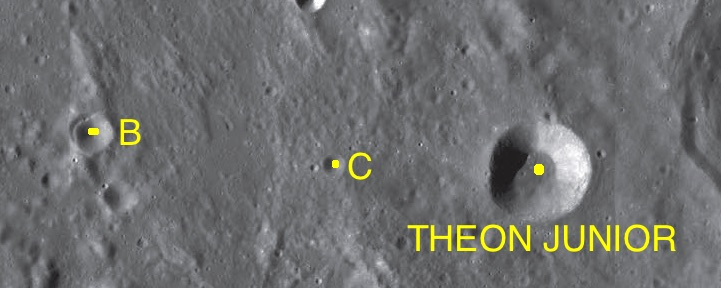
LAC-78 区域图

| 小塞翁 | 纬度   | 经度    | 直径   |
| ------ | ------ | ------- | ------ |
| B      | 2.1° S | 13.3° E | 8 公里 |
| C      | 2.3° S | 14.7° E | 4 公里 |

- 卫星坑小塞翁 B的西北侧为双层坑壁。